# Đường sắt Trung Quốc
Công ty trách nhiệm hữu hạn Tập đoàn Đường sắt Nhà nước Trung Quốc (tiếng Trung: 中国国家铁路集团; tiếng Anh: China State Railway Group Company, Ltd.), kinh doanh như Đường sắt Trung Quốc (tiếng Anh: China Railway) viết tắt CR, là một doanh nghiệp thuộc sở hữu nhà nước, thực hiện các dịch vụ vận chuyển hành khách và hàng hóa đường sắt tại Cộng hòa Nhân dân Trung Hoa và là một doanh nghiệp công nghiệp nhà nước được thành lập theo "Luật của Cộng hòa Nhân dân Trung Hoa về các doanh nghiệp công nghiệp toàn quyền sở hữu." Bộ Tài chính thay mặt Hội đồng Nhà nước thực hiện nhiệm vụ của các cổ đông. Nó từng là một phần của Bộ Đường sắt hiện không còn tồn tại. 

## Các công ty

CR service regions

Có 21 công ty con chính thuộc Đường sắt Trung Quốc. Tính đến năm 2008, khoảng 2 triệu người làm việc tại Đường sắt Trung Quốc.